# Маскогијски народи
Маскогијски народи су породица народа која је у време доласка првих европских колониста у Северну Америку насељавала југоисточне државе САД, Мисисипи, Алабаму, Тенеси, Џорџију и Флориду. Маскогијски народи данас насељавају Оклахому, Тексас, Луизијану и Флориду. Маскогијски народи говоре језицима из маскогијске породице језика.

## Класификација
Маскогијски народи се према језицима којима говоре могу поделити на (на основу традиционалне класификације Мери Хас):
- Западномаскогијски народи
  - Чикасо
  - Чокто
- Источномаскогијски народи
  - Апалачко-Алабамско-Коасатска подгрупа
    - Алабама (део су Маскошке (Кричке) конфедерације)
    - Коасати или Кушате (део су Маскошке (Кричке) конфедерације)
    - Апалачи

  - Хичити-Микасуки
    - Микасуки (део су Маскошке (Кричке) конфедерације)

  - Крик-Семиноли
    - Крик или Маскоги (део су Маскошке (Кричке) конфедерације)
    - Семиноли (потичу од Крика и Микасука из Маскошке (Кричке) конфедерације)